# Anomalobuthus talebii
Espèce
Anomalobuthus talebii est une espèce de scorpions de la famille des Buthidae.

## Distribution
Cette espèce est endémique de la province du Khorassan méridional en Iran. Elle se rencontre vers Hemmatābād (fa).

## Habitat
Cette espèce psammophile se rencontre dans le sable du désert de la préfecture de Zirkouh.

## Description
La femelle holotype mesure 34,60 mm.

## Étymologie
Cette espèce est nommée en l'honneur d'Amir Talebi Gol (1980–2014).

## Publication originale
- Teruel, Kovařík, Navidpour & Fet, 2014 : « The First Record of the Genus Anomalobuthus Kraepelin, 1900 from Iran, with Description of a New Species (Scorpiones: Buthidae). » Euscorpius, no 192, p. 1-10 (texte intégral).